# Erzcister

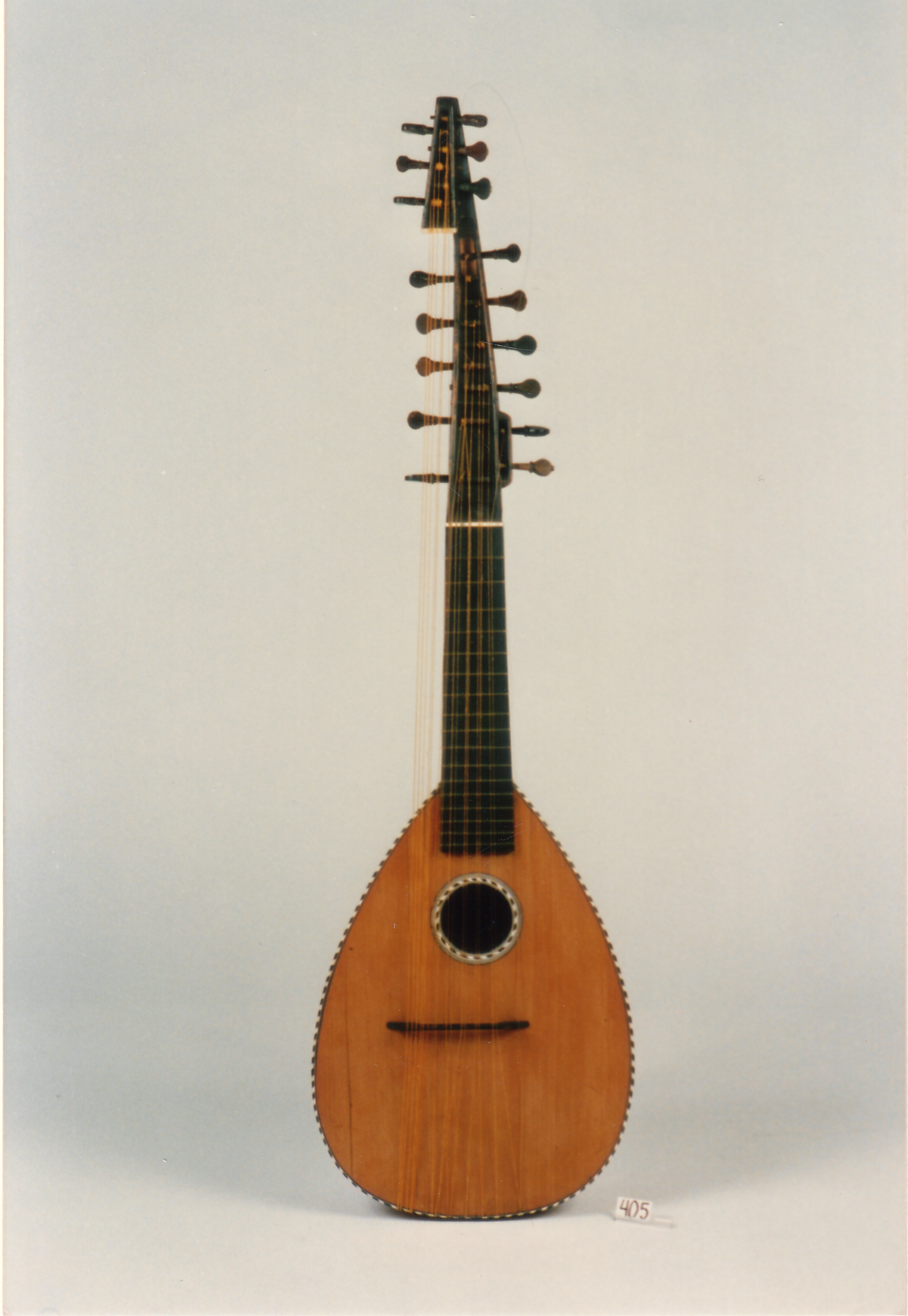
Erzcister des französischen Lautenmachers Louis-Sigismond Laurent, 1774–1789

Die Erzcister oder Basscister (italienisch ceterone, französisch archicistre, lateinisch citara tiorbata, englisch bass cittern), auch Theorbenzister genannt, ist ein historisches Zupfinstrument. Sie gehört zur Instrumentengruppe der Cistern und besitzt neben Griffbrettsaiten freischwingende Bordunsaiten. Die Anzahl der Saiten sowie die Chörigkeit variieren bei der Erzcister. Die Erzcister von Johann Gottfried Klemm (jun.), Radeberg 1755,
besitzt beispielsweise 16 Saiten und ist 12-chörig. Die Länge der Erzcister misst 97–117 cm.